# Lecithochirium parvum
Lecithochirium parvum är en plattmaskart. Lecithochirium parvum ingår i släktet Lecithochirium och familjen Hemiuridae. Inga underarter finns listade i Catalogue of Life.